# مايك دالتون
مايك دالتون (بالإنجليزية: Mike Dalton)‏ هو لاعب كرة قاعدة أمريكي، ولد في 27 مارس 1963 في بالو ألتو في الولايات المتحدة.